# Katarzyna Borowińska

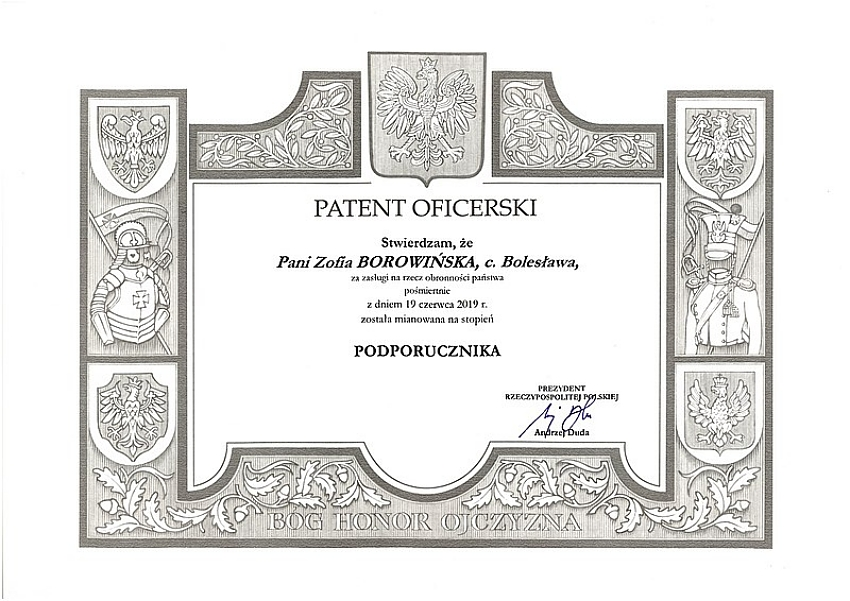
Akt mianowania Katarzyny Borowińskiej na wyższy stopień wojskowy podporucznika

Katarzyna Zofia Borowińska ps. „Magda” (ur. 12 maja 1923 w Warszawie, zm. 26 września 1944 tamże) – polska sanitariuszka i łączniczka Armii Krajowej . Pośmiertnie awansowana na stopień podporucznika.

## Życiorys
Córka Bolesława i Janiny z Braciszewskich. Mieszkała w Warszawie przy ul. Hożej 38. Ojciec Katarzyny był felczerem w Szpitalu św. Łazarza przy ul. Książęcej 2 w Warszawie.
W konspiracji w ZWZ-AK służyła w stopniu strzelca. Podczas okupacji niemieckiej pracowała jako członek konspiracji w Okręgowej Izbie Zdrowia w Warszawie niosąc pomoc wielu pracownikom służby zdrowia. W czasie powstania warszawskiego „Magda” pełniła funkcję łączniczki-sanitariuszki w kompanii B-2 batalionu „Bałtyk”, pułk „Baszta”. Poległa 26 września 1944 roku na Mokotowie w starciu z niemieckimi czołgami przy Stacji Telefonów na ul. Szustra (obecnie Dąbrowskiego 30) róg ul. Wiśniowej. Miała 21 lat.
Katarzyna Zofia Borowińska została pośmiertnie odznaczona Krzyżem Walecznych. Nadanie Krzyża Walecznych zostało zweryfikowane pozytywnie przez Ministerstwo Obrony Narodowej w lutym 1974 r.
19 czerwca 2019 roku Prezydent Rzeczypospolitej Polskiej podpisał postanowienie Nr 112.48.2019 o pośmiertnym nadaniu Katarzynie Zofii Borowińskiej pierwszego stopnia oficerskiego podporucznika w uznaniu zasług na rzecz obronności państwa.
Symboliczny nagrobek Katarzyny znajduje się na grobie rodzinnym na Starych Powązkach, kwatera 301, natomiast pochowana jest w kwaterze A-26 pułku „Baszta” na Powązkach Wojskowych, w jednym z grobów, gdzie chowano poległych niezidentyfikowanych.

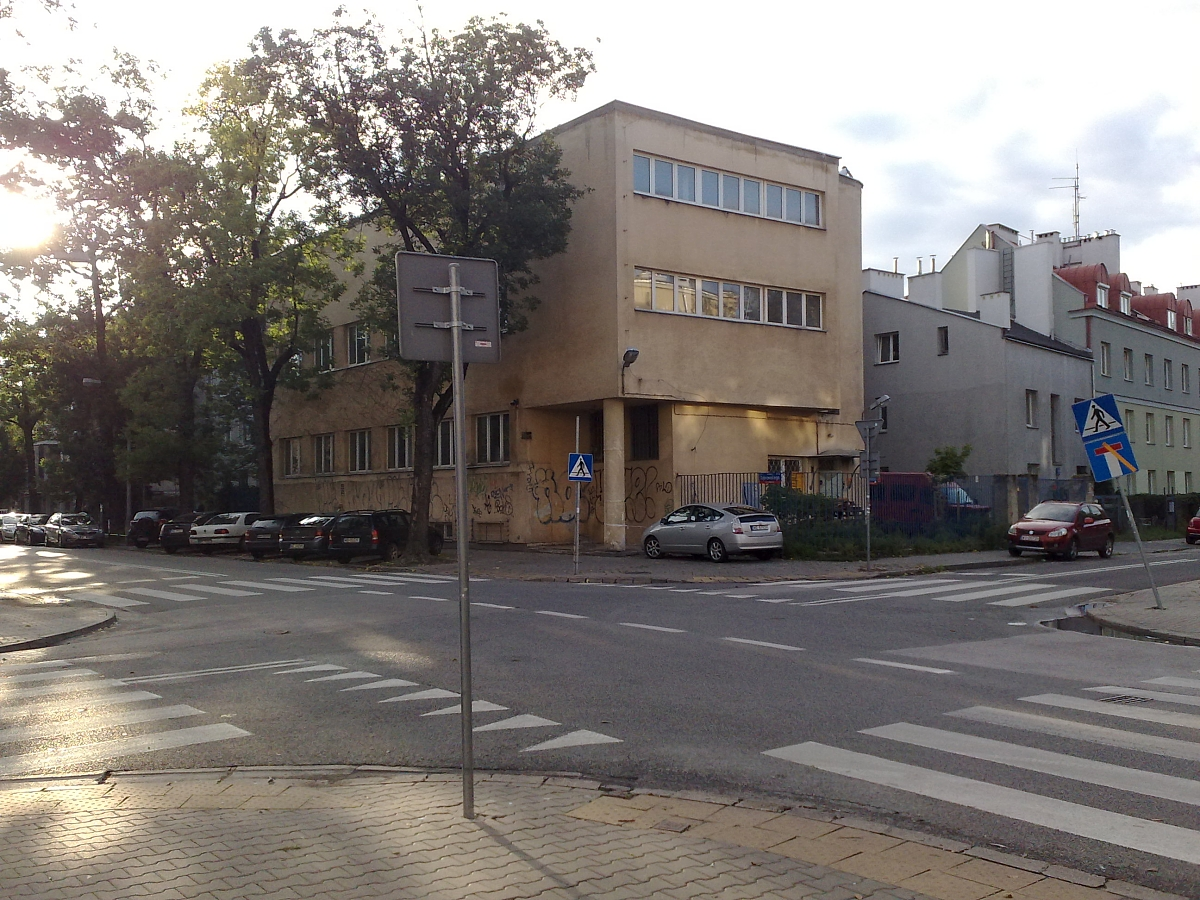
Mokotów. Stacja Telefonów przy ul. Szustra (obecnie Dąbrowskiego 30) róg Wiśniowej, gdzie 26 września 1944 roku w potyczce z niemieckimi czołgami poległa Katarzyna Borowińska.
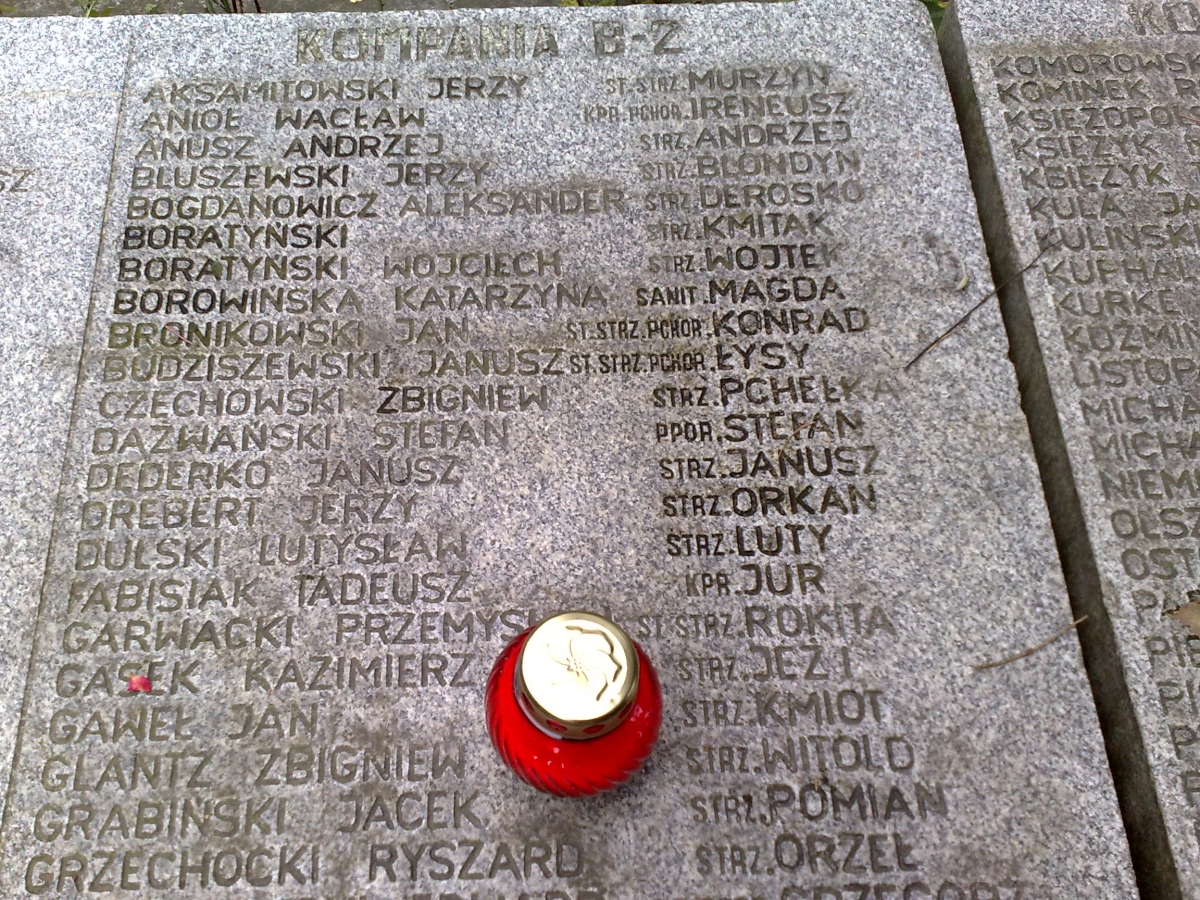
Powązki Wojskowe, kwatera A-26 pułku „Baszta”. Granitowa tablica upamiętniająca poległych z kompanii B-2, w tym sanitariuszkę Katarzynę Borowińską ps. „Magda”.
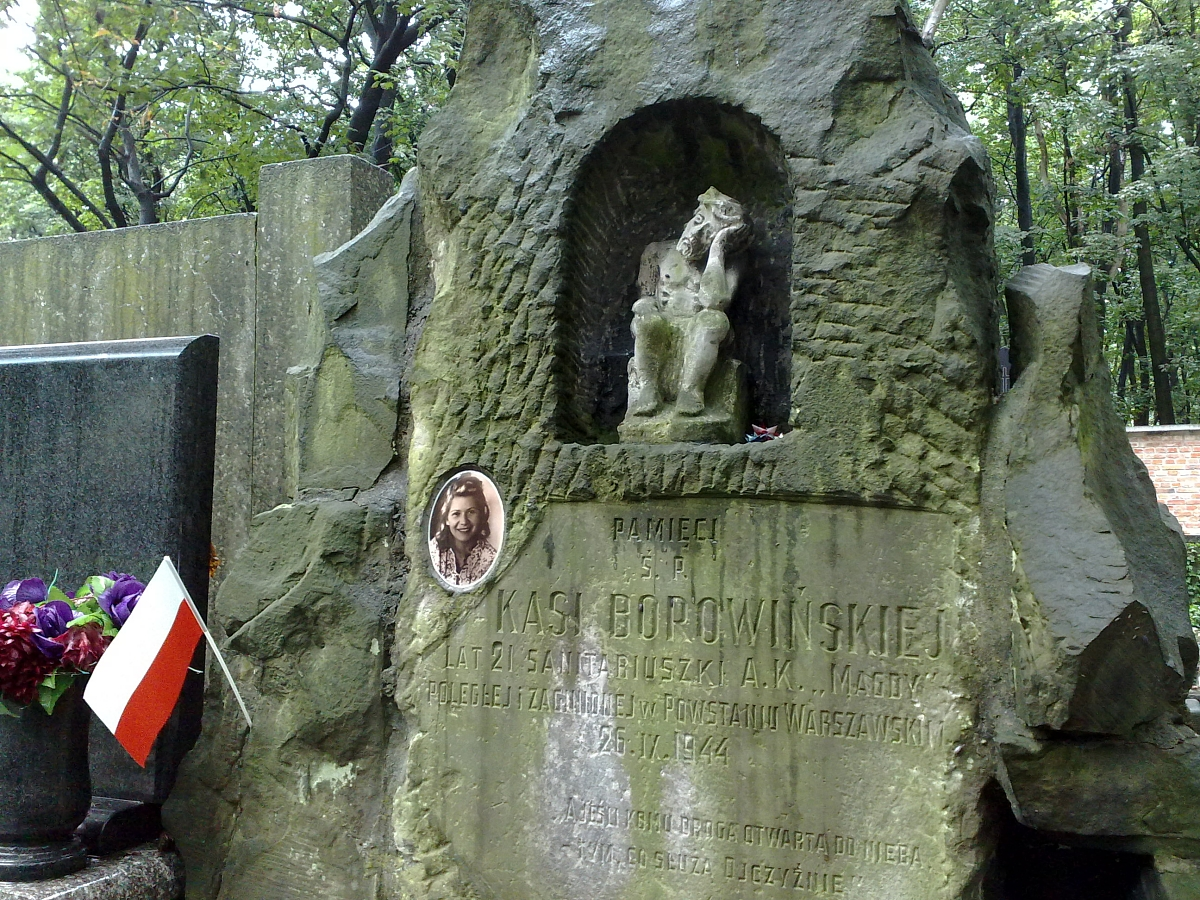
Nagrobek Katarzyny Borowińskiej na grobie rodzinnym. Stare Powązki, kwatera 301. Sentencja nagrobna: „A jeśli komu droga otwarta do nieba, - Tym, co służą Ojczyźnie” - J. Kochanowski